# Teerasak Poeiphimai
Teerasak Poeiphimai (tiếng Thái: ธีรศักดิ์ เผยพิมาย; sinh ngày 21 tháng 9 năm 2002) là một cầu thủ bóng đá người Thái Lan, thi đấu ở vị trí tiền đạo cho câu lạc bộ Port.FC tại Thai League 1 và đội tuyển quốc gia Thái Lan.

## Sự nghiệp quốc tế
Vào ngày 15 tháng 10 năm 2021, Teerasak được triệu tập vào Đội tuyển U-23 quốc gia Thái Lan để tham dự Vòng loại Cúp bóng đá U-23 châu Á 2022. Đến tháng 2 năm 2022, anh đại diện U23 Thái Lan tham gia Giải vô địch U23 Đông Nam Á 2022 được tổ chức tại Campuchia. Vào ngày 16 tháng 2 năm 2022, anh đã ghi bàn thắng quốc tế đầu tiên của mình trong trận gặp U23 Singapore.

## Thống kê sự nghiệp
| Câu lạc bộ     | Mùa giải       | Giải VĐQG      | Giải VĐQG | Giải VĐQG | Cúp quốc gia | Cúp quốc gia | Cúp Liên đoàn | Cúp Liên đoàn | Châu lục | Châu lục  | Khác   | Khác      | Tổng cộng | Tổng cộng |
| Câu lạc bộ     | Mùa giải       | Hạng đấu       | Ra sân    | Bàn thắng | Ra sân       | Bàn thắng    | Ra sân        | Bàn thắng     | Ra sân   | Bàn thắng | Ra sân | Bàn thắng | Ra sân    | Bàn thắng |
| -------------- | -------------- | -------------- | --------- | --------- | ------------ | ------------ | ------------- | ------------- | -------- | --------- | ------ | --------- | --------- | --------- |
| Port           | 2021–22        | Thai League 1  | 7         | 1         | 0            | 0            | 1             | 0             | 1        | 0         | —      | —         | 9         | 1         |
| Port           | 2022–23        | Thai League 1  | 23        | 8         | 5            | 3            | 1             | 0             | —        | —         | —      | —         | 29        | 11        |
| Port           | 2023–24        | Thai League 1  | 22        | 15        | 1            | 0            | 4             | 0             | —        | —         | —      | —         | 27        | 15        |
| Port           | 2024–25        | Thai League 1  | 20        | 9         | 1            | 0            | 2             | 0             | 7        | 0         | —      | —         | 30        | 9         |
| Port           | Tổng cộng      | Tổng cộng      | 72        | 33        | 7            | 3            | 8             | 0             | 8        | 0         | —      | —         | 95        | 36        |
| Tổng sự nghiệp | Tổng sự nghiệp | Tổng sự nghiệp | 72        | 33        | 7            | 3            | 8             | 0             | 8        | 0         | —      | —         | 95        | 36        |

1. ↑  Ra sân tại AFC Champions League
2. ↑  Ra sân tại AFC Champions League Two

### Bàn thắng quốc tế
| #  | Ngày                 | Địa điểm                                            | Đối thủ    | Bàn thắng | Kết quả | Giải đấu                        |
| -- | -------------------- | --------------------------------------------------- | ---------- | --------- | ------- | ------------------------------- |
| 1. | 8 tháng 12 năm 2024  | Sân vận động Hàng Đẫy, Hà Nội, Việt Nam             | Đông Timor | 8–0       | 10–0    | Giải vô địch bóng đá ASEAN 2024 |
| 2. | 8 tháng 12 năm 2024  | Sân vận động Hàng Đẫy, Hà Nội, Việt Nam             | Đông Timor | 9–0       | 10–0    | Giải vô địch bóng đá ASEAN 2024 |
| 3. | 17 tháng 12 năm 2024 | Sân vận động Quốc gia Singapore, Kallang, Singapore | Singapore  | 4–2       | 4–2     | Giải vô địch bóng đá ASEAN 2024 |